# مینی (ب‌ام‌و)
مینی، (به انگلیسی: Mini) یک برند خودرو است، که از سال ۱۹۹۴ متعلق به شرکت خودروسازی ب‌ام‌و می‌باشد. این شرکت از آوریل سال ۲۰۰۱ تاکنون به ساخت جانشینان خودروهای اصلی مینی، پرداخته‌است. هم‌اکنون چهار گونه بدنه در این شرکت موجود است: سقف‌دار، کانورتیبل، مینی و کراس اوور.

## بررسی
نخستین نسل خودروهای این شرکت توسط فرانک استفنسون، طراحی گردید، که برگرفته از طراحی مینی اصلی بود. این خودروها در شرکت بی‌ام‌سی و زیر مجموعه‌هایش از ۱۹۵۹ تا ۲۰۰۰ ساخته شدند.
توسعه نخستین نسل این خودروها از سال ۱۹۹۵ تا ۲۰۰۱ توسط گروه روور در شهر گیدون، بریتانیا و شرکت بی‌ام‌و ای‌جی در شهر مونیخ، آلمان انجام شد.

## محصولات کنونی

### مینی کانتریمن(به انگلیسی:MINI Countryman)
نسل دوم مینی کوپر کانتریمن دارای ابعاد و فضای مناسبی بوده و با طراحی کراس اوور بزرگترین خودروی ساخت مینی است و خودروی پرطرفداری می‌باشد و تقریباً هم اندازه با Toyota C-HR و هم کلاس خودروهایی مانند رنو کپچر، هوندا اچ‌آر-وی، نیسان جوک و Mazda CX-3 است و با موتور هیبریدی (کوپر S E) با ۲٫۰ لیتری ۱۳۴ اسب + موتور برقی ۶۵ کیلو وات نیز در دسترس است

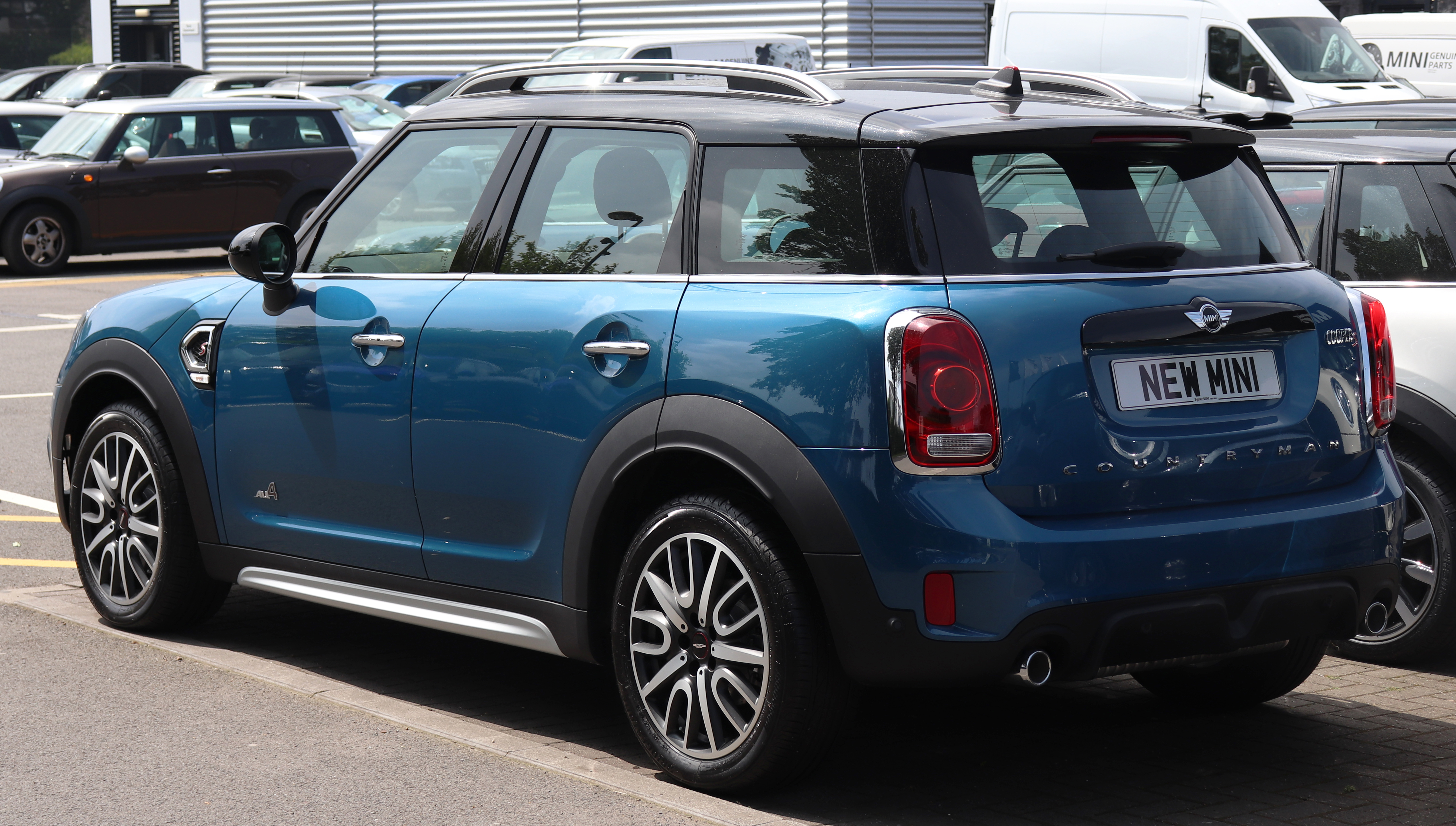
نمای عقب مینی کانتریمن

### مینی کلابمنMINI Clubman
مینی کلابمن نسل دوم از کانتریمن کمی کوچکتر بوده و تقریباً فضای داخلی با کلابمن برابر است و فرم کراس اوور ندارد

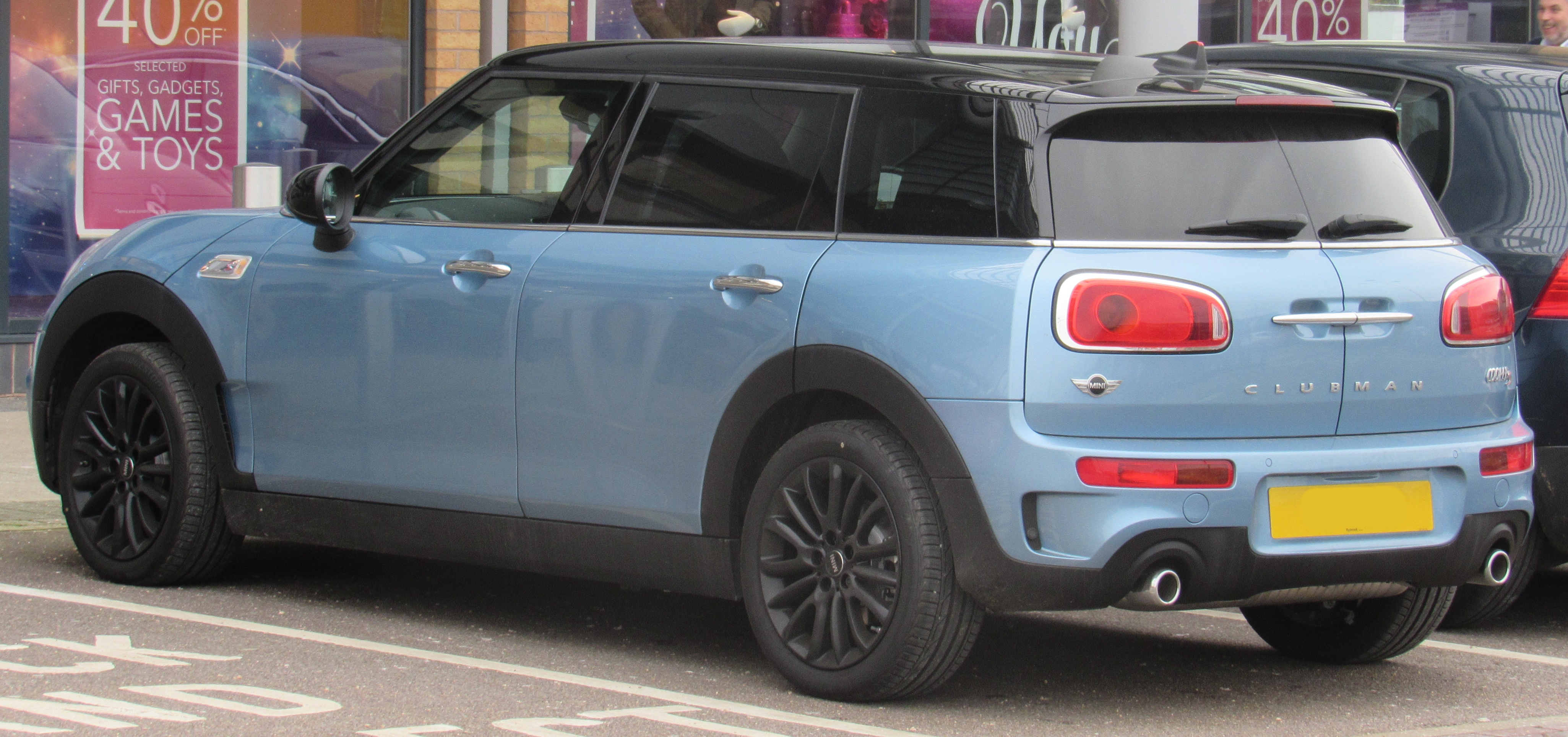
نمای عقب مینی کلابمن

### مینی هاچMINI Hatch
مینی هاچ ۵-در از دو مدل کانتریمن و کلابمن هم از نظر ابعاد بیرونی و هم فضای داخلی کوچکتر است

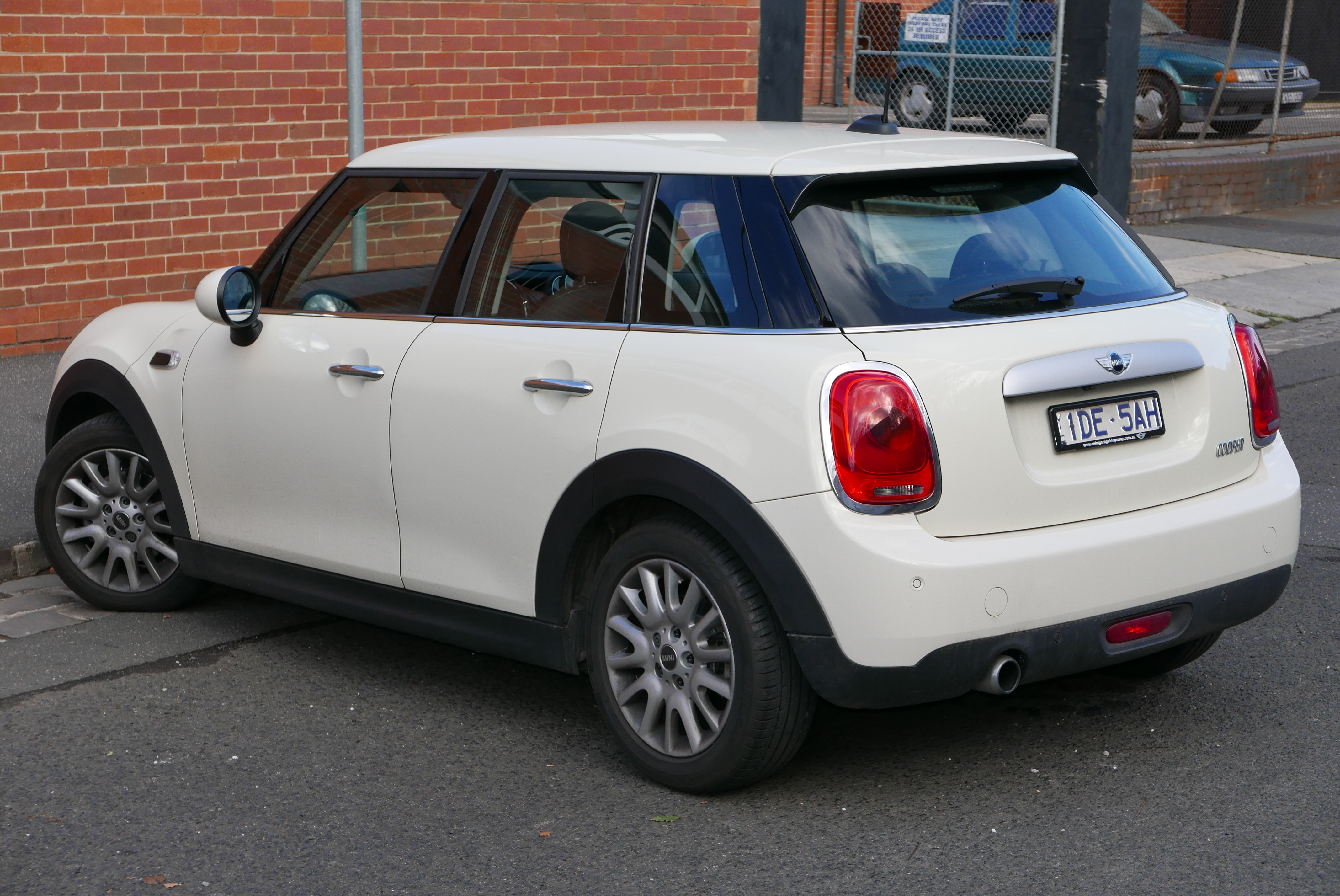
نمای عقب مینی هاچ